# Hilde Domin
Hilde Domin (Colònia, 27 de juliol de 1909 - Heidelberg, 22 de febrer de 2006) és el pseudònim d'Hilde Palm (nascuda Hildegard Dina Löwenstein), poeta, escriptora i traductora alemanya. Va ser una de les poetes alemanyes més importants de la seva època.

## Biografia
Domin era filla de Paula i d'Eugen Löwenstein, un advocat jueu alemany. De vegades s'ha donat erròniament el 1912 com l'any de naixement de Domin.
Entre 1929 i 1932 va estudiar a la Universitat de Heidelberg, la Universitat de Colònia, la Universitat de Bonn i la Universitat Humboldt de Berlín. Inicialment va estudiar Dret, i posteriorment es va especialitzar en Economia, Ciències socials i Filosofia. Entre els seus professors hi hagué Karl Jaspers i Karl Mannheim.
Com a resultat de l'antisemitisme cada cop més virulent a l'Alemanya nazi, va emigrar a Itàlia el 1932 amb el seu amic (i després marit) Erwin Walter Palm, que era escriptor i estudiant d'Arqueologia. Es va doctorar en Ciències polítiques a Florència el 1935 i va treballar com a professora d'idiomes a Roma del 1935 al 1939. Amb la visita de Hitler a Roma i l'ambient corrosiu de la Itàlia feixista sota Mussolini, la parella, casada des de 1936, es va veure impulsada una vegada més a emigrar.
El 1939 va anar a Anglaterra, on va treballar com a professora d'idiomes al St. Aldyn's College. Les pors d'Hilde Palm a l'amenaça nazi no van disminuir, i la parella va intentar frenèticament obtenir un visat per a qualsevol nació nord-americana. Cap dels seus països preferents (Estats Units, Mèxic, Argentina i Brasil) els va concedir un visat, mentre que altres els haurien cobrat sumes de diners exorbitants. L'únic país en què podien ser acollits sense condicions va ser la República Dominicana, on van emigrar el 1940.
A Santo Domingo, on va viure durant 12 anys, Hilde va treballar com a traductora i professora a la Universitat de Santo Domingo i com a fotògrafa d'arquitectura. Les seves fotografies van documentar meticulosament la Ciudad Colonial (ciutat antiga) de Santo Domingo, que il·lustrava el llibre fonamental de Palm sobre l'art i l'arquitectura de la ciutat americana més antiga del continent americà. El govern dominicà va fer referència al seu treball en la seva oferta reeixida davant la UNESCO per concedir a tot el sector de l'antic Santo Domingo l'estatus de Patrimoni de la Humanitat el 1989. Sovint va treballar juntament amb altres exiliats europeus, com el fotògraf austríac Kurt Schnitzer. El novembre de 2006 Hilde Palm va rebre l'Orde al Mèrit de Duarte, Sánchez i Mella en reconeixement dels seus esforços per fer avançar la cultura dominicana.
Amb el dol de la seva mare i un avortament involuntari, Hilde Palm va començar a escriure durant els seus últims anys a Santo Domingo, escollint un pseudònim, Hilde Domin, que reflectia el seu agraïment a l'illa que li havia ofert refugi. Hilde va passar moltes tardes a casa del periodista i polític Francisco Prats Ramírez, parlant de literatura i poesia entre intel·lectuals diversos en tertúlies interminables.
Després del final de la Segona Guerra Mundial, el 1954, ella i el seu marit (la família del qual havia estat assassinada pels nazis) van tornar a Alemanya i ella va treballar com a docent a les Universitats de Frankfurt i de Magúncia. Després, va viure com a escriptora a Heidelberg des de 1961 fins a la seva mort.
Molt amiga de Nelly Sachs, la seva col·lega escriptora que vivia a Estocolm, i que va guanyar el Premi Nobel de Literatura el 1966, del 1960 al 1967 hi va mantenir una correspondència d'una intensitat gairebé fraternal. També era amiga de Hans-Georg Gadamer, i d'altres intel·lectuals i escriptors de la postguerra alemanya, com Hannah Arendt i Peter Szondi.
En les lectures públiques de la seva obra, Domin tenia el costum inusual de llegir sempre els poemes dos cops, per tal que poguessin allotjar-se adequadament a l'oïda. I va continuar llegint els seus poemes al públic fins al 2006.
Va morir a Heidelberg, com a «gran dama» del vers alemany, als 96 anys.

## Obra
És autora d'una vintena de títols. El seu primer poemari fou Apfelbaum und Olive (Del pomer i l'olivera), de 1955-56. L'any 1968 va presentar Das zweite Paradies (El segon paradís), el seu primer volum de prosa, i una història d'amor crítica sobre l'experiència de l'exili i la llar.
Els seus poemes rarament són metafòrics, del tot antipatètics i d'un vocabulari senzill que, en la seva simplicitat, es troba amb la màgia. L'optimisme ingenu, directe i senzill de la seva poesia queda recollit en l'apreciació del seu amic el filòsof Hans-Georg Gadamer, que la descrigué com «la poeta del retorn» per tal com la poesia és sempre el retorn al llenguatge. Els seus escrits han estat reconeguts com a evocadors, atractius i de fàcil accés per a una àmplia gamma de lectors.
La seva producció també inclou algunes peces sobre teoria de la literatura. També va ser traductora i va portar obres de poetes com Denise Levertov i Giuseppe Ungaretti als lectors de llengua alemanya.

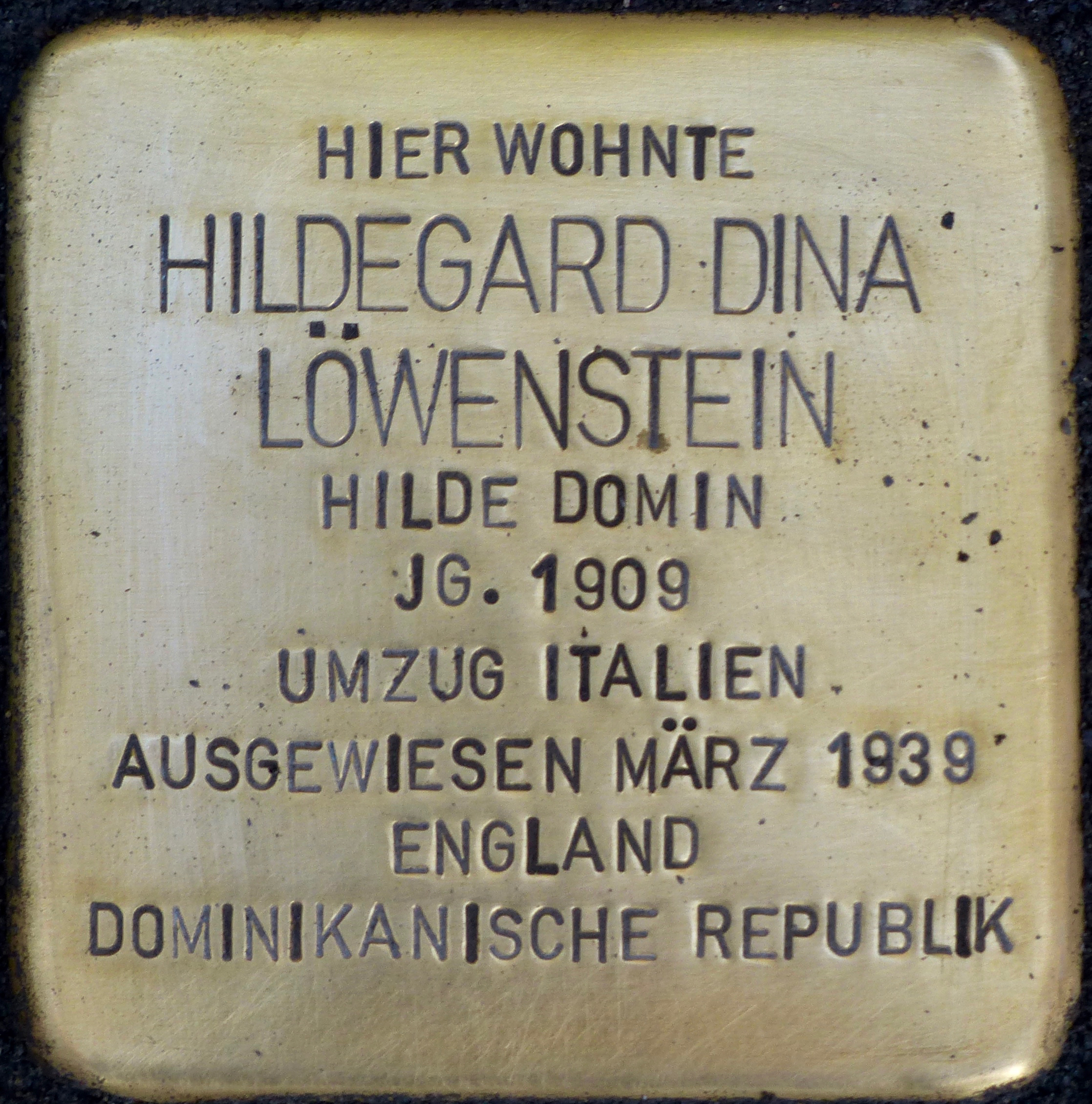
Stolpersteine a Colònia per a Hildegard Dina Löwenstein (Hilde Domin), a Riehler Straße, 23

En una entrevista l'any 1986, a Domin se li va preguntar quant de coratge necessitava un escriptor:
| « | Un escriptor necessita tres tipus de coratge. Ser ell/ella mateixa. El coratge de no mentir ni tergiversar ni esbiaixar, de dir les coses pel seu nom correcte. I en tercer lloc, creure en la ment oberta i la franquesa dels altres. | » |

L'antologia de poesia Der Baum blüht trotzdem (La flor de l'arbre), que es va publicar l'any 1999, és el seu comiat personal. En un dels seus últims poemes ens anima a no cansar-nosː No cansar-se / sinó allargar la mà / suaument / com si fos a un ocell / al miracle.

## Llibres
- Hilde Domin - Gesammelte Gedichte (Poemes recollits)
- Ziehende Landschaft (Poesia, 1955)
- Nur eine Rose als Stütze (Poesia, 1959). El seu primer recull de poesia.
- Rückkehr der Schiffe (Poesia, 1962)
- Linguistik (Poesia, 1963)
- Hier (Poesia, 1964)
- Höhlenbilder (Poesia, 1968)
- Das zweite Paradies (Prosa, 1968)
- Wozu Lyrik heute. Dichtung und Leser in der gesteuerten Gesellschaft (Prosa, 1968). En aquest assaig Hilde Domin es pregunta: Per què les lletres?
- Ich will dich (Poesia, 1970)
- Von der Natur nicht vorgesehen (Autobiografia, 1974)
- Aber die Hoffnung. Autobiographisches aus und über Deutschland (Autobiografia, 1982)
- Unaufhaltsam (Poesia, 1962)
- Rufe nicht
- Der Baum blüht trotzdem (Poesia, 1999),ISBN 3100153227
- Vielleicht eine Lilie. Aquarel·les d'Andreas Felger. Hünfelden: Präsenz Kunst & Buch, (1999)
- Ausgewählte Gedichte (Poemes seleccionats), Frankfurt del Main: Fischer Taschenbuch Verlag, (2000)
- Wer es könnte. Aquarel·les d'Andreas Felger. (2000)
- Auf Wolkenbürgschaft. Aquarel·les d'Andreas Felger. (2005)
- The Wandering Radiance: Selected Poems of Hilde Domin. (2023)
- With My Shadow: The Poems of Hilde Domin, A Bilingual Selection, traduït per Sarah Kafatou. (2023)

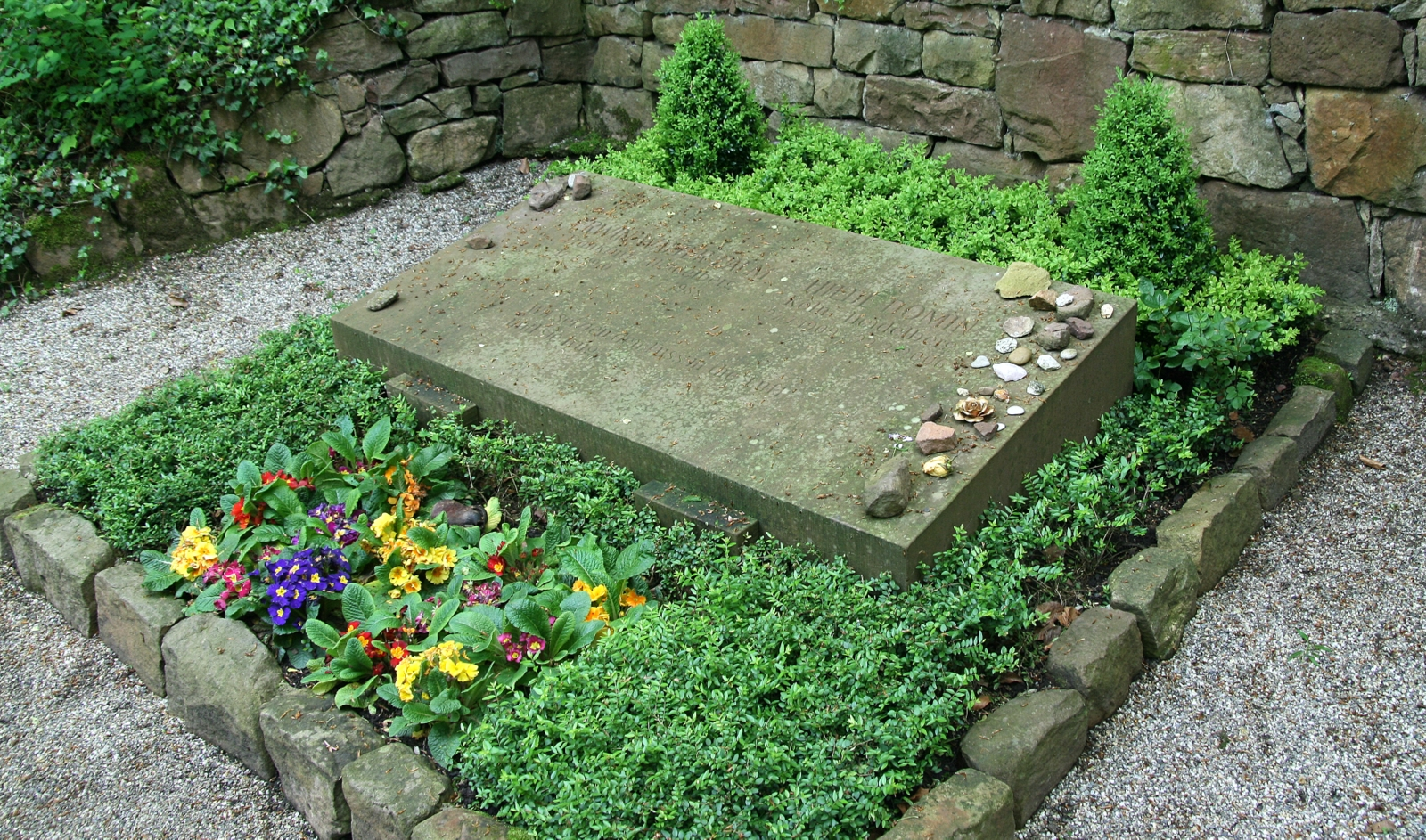
La tomba d'Hilde Domin a Heidelberg

## Premis
Per la seva obra Hilde Domin ha estat guardonada amb una àmplia gamma de premis, que inclouen:
- Bundesverdienstkreuz Erster Klasse i Großes Bundesverdienstkreuz
- Premi Roswitha 1974
- 1976 Premi Rainer Maria Rilke
- 1983 Premi Nelly Sachs
- 1992 Friedrich-Hölderlin-Preis de la ciutat de Bad Homburg
- 1995 Literaturpreis der Konrad-Adenauer-Stiftung
- 1999 Jakob-Wassermann-Literaturpreis
- 1999 Premi Estatal de l'estat federal de Renània del Nord-Westfàlia
- 2004 Ciutadania honorífica (Ehrenbürgerin) Ciutat de Heidelberg
- 2005 Orde del Mèrit de Duarte, Sánchez i Mella, en el grau de Comendador, que és la màxima condecoració de la República Dominicana.[10]

## Lectures i conferències
- Convidat d'honor a la Villa Massimo, Roma (1985)
- Frankfurter Poetik-Vorlesungen (1987/88)
- Maig de 2005: Lectura de poemes seleccionats tant en alemany com en anglès, organitzada per la Societat alemanya de la Universitat d'Oxford.

## Llegat
La ciutat de Heidelberg, per mitjà de la Conselleria de Cultura, atorga el Premi Hilde Domin de literatura a l'exili. El primer any que s'havia d'atorgar, amb motiu de la celebració del 80è aniversari d'Hilde Domin, a qui se li atorgava la primera edició, va haver de ser a títol pòstum. Des de l'any 2006 s'atorga en memòria seva, com a Premi Hilde Domin de literatura a l'exili. Dotat amb 15.000 euros s'atorga cada tres anys.